# Saïda
Saida là một đô thị thuộc tỉnh Saïda, Algérie. Dân số thời điểm năm 2002 là 115.166 người.